# Gnophos korlata
Gnophos korlata är en fjärilsart som beskrevs av Fuchs 1903. Gnophos korlata ingår i släktet Gnophos och familjen mätare. Inga underarter finns listade i Catalogue of Life.